# Shastina
Ne doit pas être confondu avec Mont Shasta.
Le Shastina est une montagne des États-Unis située en Californie. Il s'agit d'un des cônes volcaniques du mont Shasta.

## Géographie
Le Shastina est situé dans l'Ouest des États-Unis, dans le Nord de la Californie, dans le comté de Siskiyou. Il s'agit d'une montagne située sur le flanc occidental du mont Shasta. Ces deux sommets sont d'origine volcanique, le Shastina constituant un des cônes volcaniques du mont Shasta,.
Le Shastina culmine à 3 758 mètres d'altitude,. Son sommet est constitué d'un cratère en forme de fer à cheval ouvert vers l'ouest et se prolongeant par une vallée dans le flanc de la montagne. Le sommet du Shastina n'est distant que de 2,38 kilomètres à vol d'oiseau du sommet du mont Shasta situé à l'est. Le col séparant les deux sommets se trouve à 3 621 mètres d'altitude, conférant au Shastina une proéminence de seulement 137 mètres.

## Histoire
Le Shastina a commencé à se former au début de l'Holocène soit il y a environ 10 000 ans. Il a produit des nuées ardentes et des lahars au cours de ses différentes éruptions dont la dernière s'est produite à une date inconnue.